# Böjshån
Böjshån är en sjö i Malung-Sälens kommun i Dalarna och ingår i Göta älvs huvudavrinningsområde. Sjön har en area på 0,391 kvadratkilometer och ligger 446 meter över havet. Vid provfiske har abborre och gädda fångats i sjön.

## Delavrinningsområde
Böjshån ingår i det delavrinningsområde (670805-138019) som SMHI kallar för Mynnar i Rotån. Medelhöjden är 433 meter över havet och ytan är 11,02 kvadratkilometer. Det finns ett avrinningsområde uppströms, och räknas det in blir den ackumulerade arean 26,18 kvadratkilometer. Östra Rotån som avvattnar avrinningsområdet har biflödesordning 4, vilket innebär att vattnet flödar genom totalt 4 vattendrag innan det når havet efter 418 kilometer. Avrinningsområdet består mestadels av skog (32 procent) och sankmarker (61 procent). Avrinningsområdet har 0,39 kvadratkilometer vattenytor vilket ger det en sjöprocent på 3,6 procent.